# Satyre endormi
Le Satyre endormi est une statue en bronze représentant un satyre allongé. L'œuvre a été créée au Ier siècle av. J.-C., à l'époque hellénistique. Elle a été découverte dans la Villa des Papyrus, à Herculanum, en Italie. Elle est exposée au Musée archéologique national de Naples, sous le numéro d'inventaire 5624. Elle mesure 142 cm. Le motif est très proche du Faune Barberini découvert près de la villa d'Hadrien; toutes deux semblent dérivées d'un même original hellénistique dont le Faune Barberini serait le plus proche.

## Description
La sculpture en bronze représente un jeune satyre endormi avec son corps allongé et détendu. La tête, sur laquelle poussent de petites cornes dans les cheveux hérissés, est doucement rejetée en arrière et tournée vers l'épaule gauche, communiquant un sentiment de détente; ses paupières sont closes et ses lèvres à peine entrouvertes. 
Le torse du jeune homme satyre est légèrement tourné vers la gauche, avec son bras droit plié en arc de cercle qui soutient la tête, tandis que la gauche tombe, sans force, le long du corps. La position des jambes, l'une allongée (la droite) et l'autre pliée (la gauche), aide à instiller un fort sentiment de relaxation. Il est probable que le satyre tenait un attribut dans sa main gauche, peut-être un pedum (bâton recourbé) ou un thyrse, malheureusement perdu. La position verticale du corps, qui en bonne partie contredit l'attitude détendue du satyre, a été interprétée soit comme le fruit d'une mauvaise restauration ou soit par la présence éventuelle d'un appui derrière le dos, introuvable au moment de la fouille. 

## Attribution
Le Satyre endormi est une copie romaine unique d'un type probablement hellénistique. Selon une hypothèse ancienne, le bronze d'Herculanum serait la copie d'un prototype hellénistique datant du IIIe siècle av. J.-C. ; plus précisément, le modèle original aurait été créé par un artiste d'Asie mineure ; le type iconographique, même correctement identifié à un satyre (faune), était très apprécié à l'époque hellénistique à la cour macédonienne. Le satyre de Villa dei Papiri est récemment interprété comme une adaptation libre d'un genre hellénistique, judicieusement adapté au goût classiciste de la fin de l'ère républicaine romaine. L'œuvre, retrouvée le 2 mars 1756, était posée sur un soubassement en maçonnerie ; elle est aujourd'hui exposée sur un socle moderne en forme de rocher en marbre (bardiglio). Dans l'Antiquité, elle était située à l'extrémité est de la natatio (piscine) du péristyle rectangulaire (elle ornait l'hémicycle oriental) ; la statue, qui tomba de son socle, fut trouvée dans le réservoir. Avec la sculpture du satyre ivre (inv. 5628), posté à l'extrémité ouest de la natatio, le jeune satyre reprend et développe le thème dionysiaque déjà présent dans l'atrium de la villa, décoré d'une série de statuettes de silènes et de satyres.

## Sources
1. 1 2 3 4 5 6 7 8 9 10 11 12 13 14  (it) Servizi Educativi e Ricerca del Mann. Testi di Antonio Coppa, « Satiro dorminente » [PDF] (consulté le 30 octobre 2022)
2. ↑  François Queyrel, La sculpture hellénistique. Formes, thèmes et fonctions, t. 1, Picard, 2016, 427 p., 29 cm (ISBN 978-2-7084-1007-7, SUDOC 192160273), p. 290-292, qui n'évoque pas le Satyre endormi.